# Téterchen

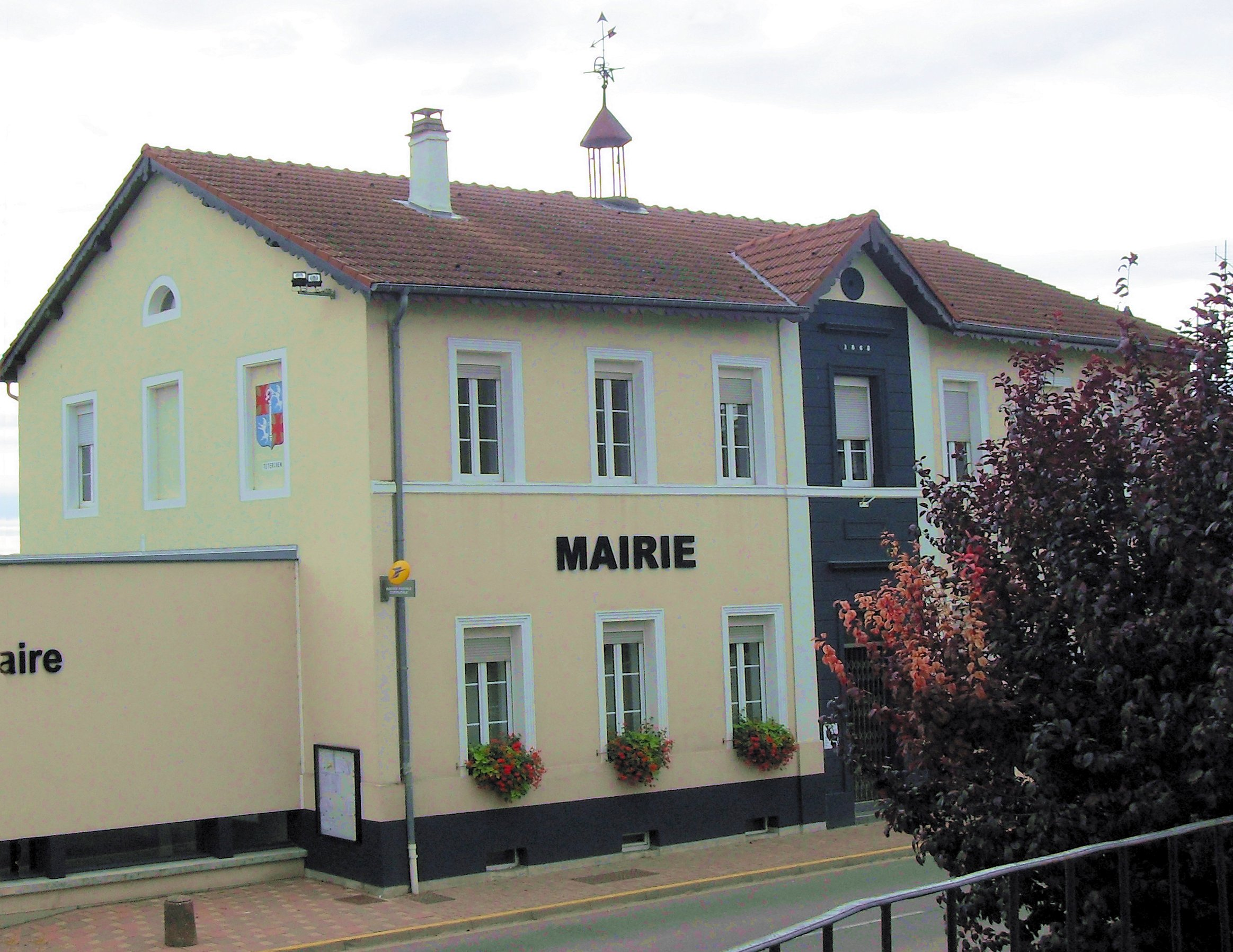
Rathaus (Mairie)

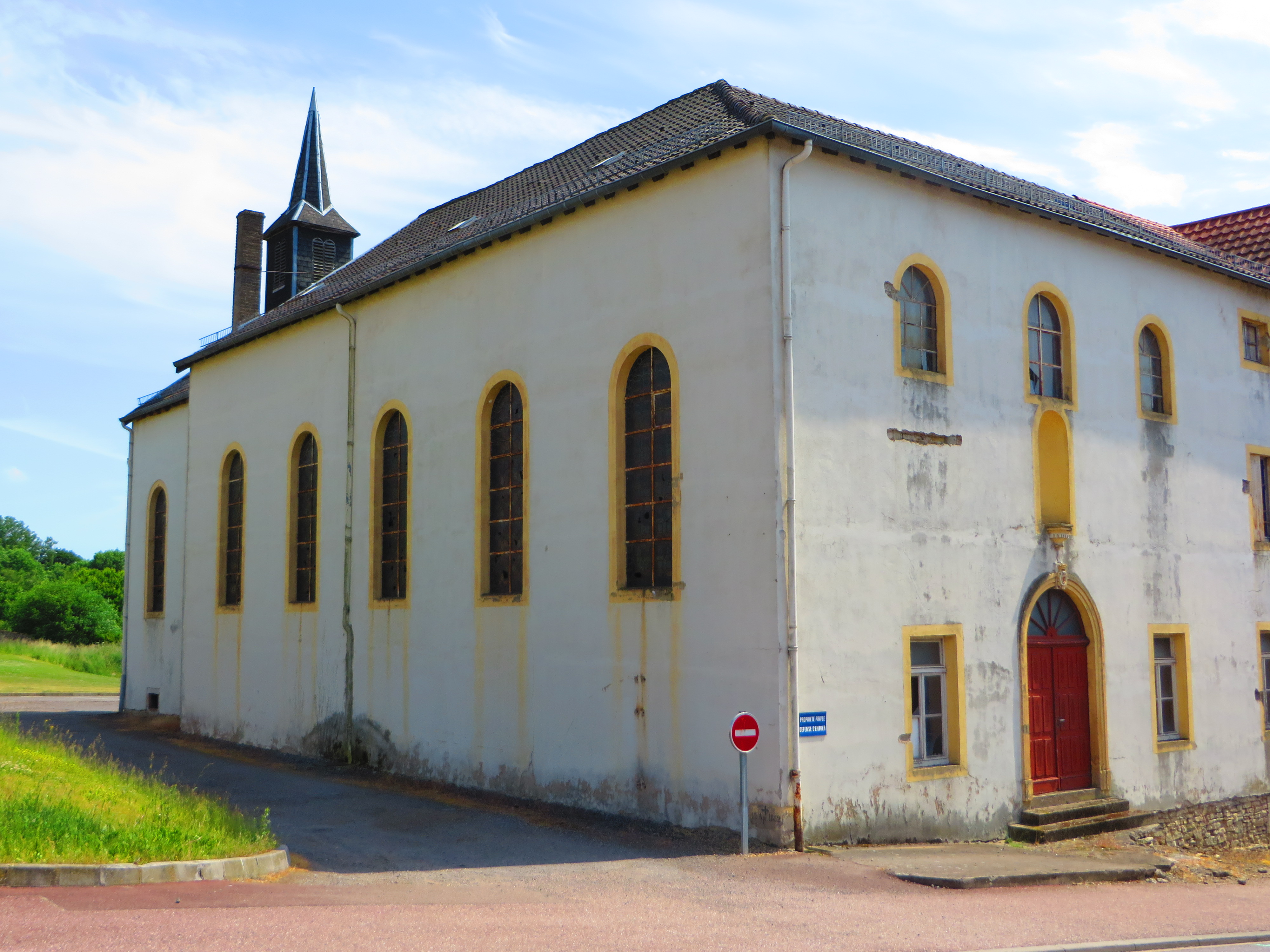
Kapelle der ehemaligen Redemptoristenabtei

Téterchen (deutsch Teterchen, 1941–1944 Diedringen) ist eine französische Gemeinde mit 765 Einwohnern (Stand 1. Januar 2022) im Département Moselle in der Region Grand Est (bis 2015 Lothringen). Téterchen gehört zum Arrondissement Forbach-Boulay-Moselle und zum Kanton Boulay-Moselle.

## Geographie
Die Gemeinde liegt etwa 33 Kilometer nordöstlich von Metz, sieben Kilometer nordöstlich von Boulay-Moselle (Bolchen) und 17 Kilometer südwestlich von Saarlouis.
Nachbargemeinden sind Brettnach, Tromborn, Dalem, Hargarten-aux-Mines (Hargarten), Coume (Kuhmen), Ottonville (Ottendorf) und Velving (Welwingen).

## Geschichte
Ältere Ortsbezeichnungen sind  Tittriche (1249), Titreken (1262),  Tirterchin, Duterchin  (1544), Tetercken (1779) und Teter.  Das Dorf gehörte früher zum Herzogtum Lothringen im Heiligen Römischen Reich.
Hier war einst ein Franziskanerinnen-Kloster, das seit dem 15. Jahrhundert mehrfach zerstört und wieder aufgebaut wurde. Nach dem Dreißigjährigen Krieg sorgte Herzog Karl IV. von Lothringen für den Wiederaufbau. Nach einer Brandstiftung durch Parteigänger zu Beginn des 18. Jahrhunderts wurde es 1721 wieder hergestellt und die Kirche 1724 neu errichtet; bei der Aufhebung 1790 hatte das Kloster noch 16 Nonnen.
Das Gemeindewappen zeigt die zwei ehemaligen Herren des Ortes: die Kreuze von Boulay und den Löwen von Berus. Der Krummstab erinnert an das Kloster Freistroff, das in Téterchen kirchliche Rechte hatte.
Durch den Frankfurter Frieden vom 10. Mai 1871 kam das Gebiet an Deutschland und das Dorf wurde dem Kreis Bolchen im Bezirk Lothringen des Reichslandes Elsaß-Lothringen zugeordnet. Im Jahr 1871 betrug die Gemarkungsfläche der Gemeinde 732 Hektar, wovon 148 Hektar bewaldet waren; auf der Gemarkung befanden sich ein Sandsteinbruch und eine Gipsmühle.
Nach dem Ersten Weltkrieg musste die Region aufgrund der Bestimmungen des Versailler Vertrags 1919 an Frankreich abgetreten werden. Im Zweiten Weltkrieg war die Region von der deutschen Wehrmacht besetzt, und die Ortschaft stand bis 1944 unter deutscher Verwaltung.

### Bevölkerungsentwicklung
| Jahr      | 1962 | 1968 | 1975 | 1982 | 1990 | 1999 | 2007 | 2019 |
| Einwohner | 629  | 675  | 631  | 701  | 703  | 608  | 679  | 790  |

Kirche St. Rufus
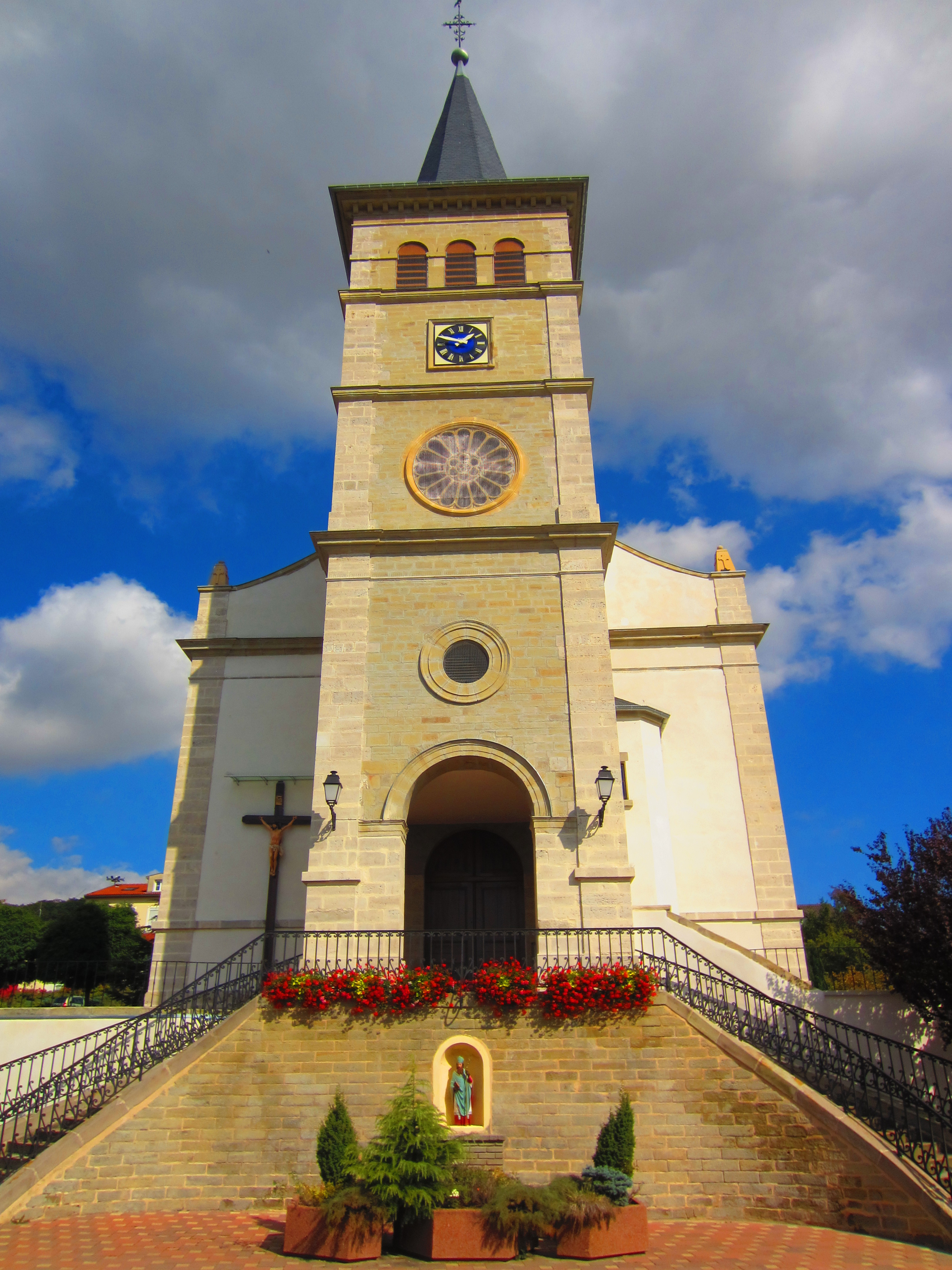
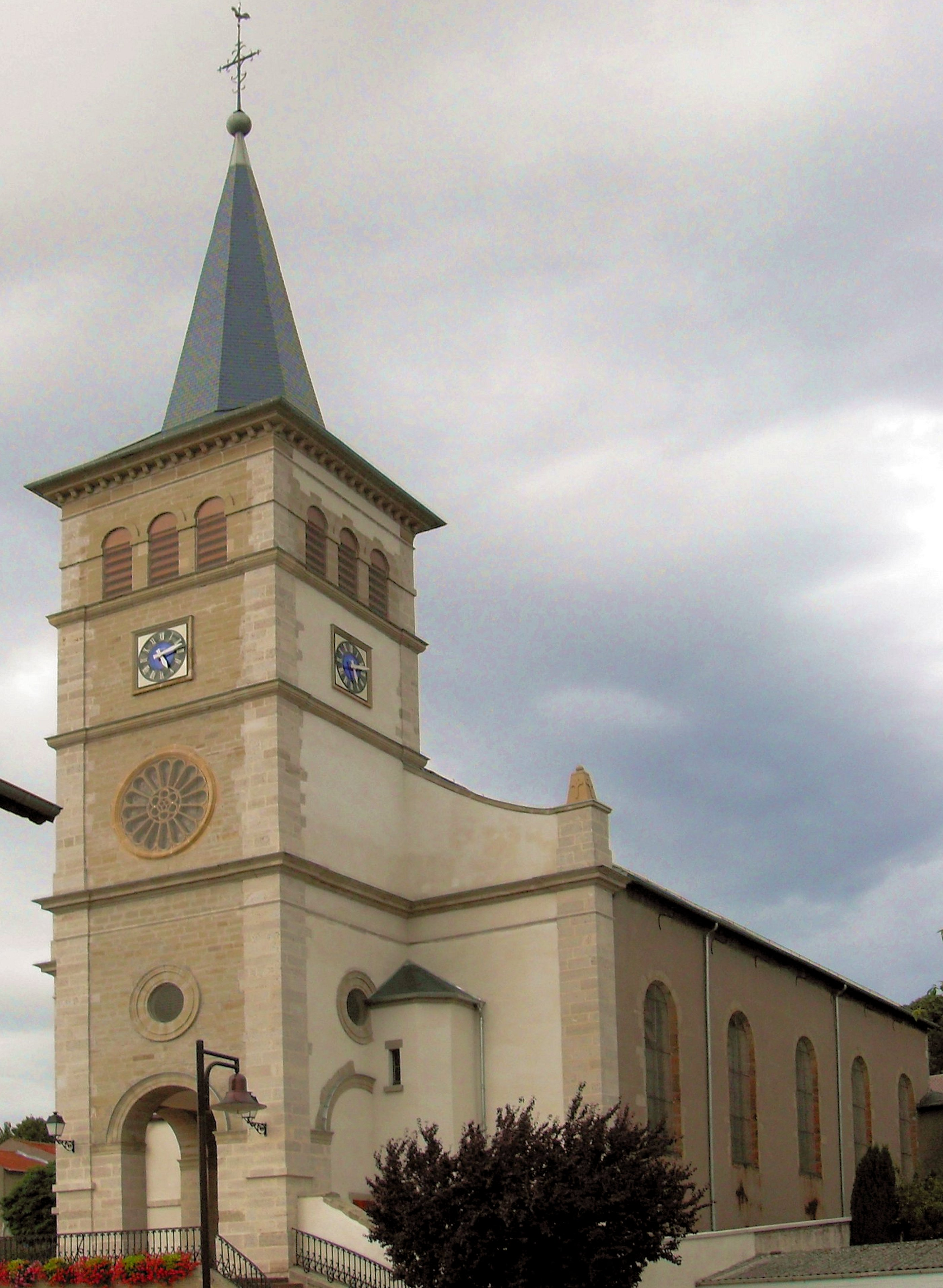

## Belege
1. 1 2  Franz Xaver Kraus: Kunst und Alterthum in Elsass-Lothringen. Beschreibende Statistik. Band III: Kunst und Althertum in Lothringen, Friedrich Bull, Straßburg 1886, S. 981–982 (google-books.com).
2. 1 2 3  Eugen H. Th. Huhn: Deutsch-Lothringen. Landes-, Volks- und Ortskunde, Stuttgart 1875,  S. 354 (google-books.com).
3. ↑  Wappenbeschreibung auf genealogie-lorraine.fr (französisch)
4. ↑  Georg Lang: Der Regierungs-Bezirk Lothringen. Statistisch-topographisches Handbuch, Verwaltungs-Schematismus und Adressbuch, Metz 1874, S. 121  (google-books.com).